# J.League Cup 1994
Der J.League Cup 1994, offiziell aufgrund eines Sponsorenvertrages mit dem Gebäckhersteller Yamazaki Nabisco nach einer Marke desselben 1994 J.League Yamazaki Nabisco Cup genannt, war die dritte Ausgabe des J.League Cup, des höchsten Fußball-Ligapokal-Wettbewerbs in Japan.

## Spieler
| Verein               | Spieler |
| -------------------- | --- |
| Kashima Antlers      | Santos (1/1), Shunzō Ōno (1/0), Masatada Ishii (1/0), Alcindo (1/0), Hisashi Kurosaki (1/0), Masaaki Furukawa (1/0), Eiji Gaya (1/0), Yasuto Honda (1/0), Yasuhiro Yoshida (1/0), Yutaka Akita (1/0), Naoki Sōma (1/0), Tadatoshi Masuda (1/0)                                                                                     |
| Urawa Reds           | Bein (2/0), Buchwald (2/0), Rummenigge (2/1), Osamu Hirose (2/0), Yoshinori Taguchi (2/0), Hisashi Tsuchida (2/0), Tetsuya Asano (2/0), Takafumi Hori (2/0), Cho Kwi-jea (2/0), Yukinori Muramatsu (1/0), Futoshi Ikeda (2/0), Kōichi Sugiyama (1/0), Masayuki Okano (2/0), Takeshi Mizuuchi (2/1)                                 |
| JEF United Ichihara  | Littbarski (2/0), Pavel (1/0), Yoshikazu Gotō (2/1), Ordenewitz (1/0), Tōru Yoshida (2/0), Kazuo Echigo (2/0), Maslovar (2/0), Masanaga Kageyama (2/0), Yūji Sakakura (2/0), Masanori Kizawa (2/0), Yasuhiko Niimura (1/1), Ken’ichi Shimokawa (2/0), Eisuke Nakanishi (2/0), Shōji Jō (2/1)                                       |
| Kashiwa Reysol       | Tomoyuki Kajino (1/0), Careca (1/1), Kōichi Hashiratani (1/0), Tetsuya Totsuka (1/0), Nersinho (1/0), Lopes (1/0), Nozomu Katō (1/0), Kentarō Ishikawa (1/0), Kentarō Sawada (1/0), Takahiro Shimotaira (1/0), Yōichi Doi (1/0) |
| Verdy Kawasaki       | Ruy Ramos (3/0), Pereira (3/0), Takayuki Fujikawa (1/0), Tetsuji Hashiratani (3/0), Shinkichi Kikuchi (2/0), Nobuhiro Takeda (3/1), Tsuyoshi Kitazawa (3/1), Bismarck (3/6), Kō Ishikawa (3/0), Hideki Nagai (2/0), Shigetoshi Hasebe (1/0), Ken’ichirō Tokura (3/0), Tadashi Nakamura (1/0), Bentinho (3/2), Yūji Hironaga (3/0)  |
| Yokohama Marinos     | Kazushi Kimura (3/0), Diaz (3/1), Takashi Mizunuma (1/0), Shigetatsu Matsunaga (3/0), Medina Bello (1/0), Masami Ihara (2/0), Zapata (2/0), Bisconti (3/1), Satoru Noda (3/0), Norio Omura (3/2), Takuya Jinno (2/0), Masaharu Suzuki (3/0), Fumitake Miura (3/0), Tetsuya Itō (1/0), Takehito Suzuki (3/0), Takahiro Yamada (3/1) |
| Yokohama Flügels     | Edu (2/0), Ryūji Ishizue (2/0), Osamu Maeda (2/0), Moner (2/0), Naoto Ōtake (2/0), Motohiro Yamaguchi (1/0), Ippei Watanabe (2/1), Hideki Katsura (1/0), Hiroki Hattori (2/0), Takeo Harada (2/0), Valber (1/0), Norihiro Satsukawa (2/0), Atsuhiko Mori (1/0), Aldro (1/0), Masaaki Takada (1/0), Masakiyo Maezono (2/0)          |
| Bellmare Hiratsuka   | Mirandinha (1/0), Edson (1/0), Yasuharu Sorimachi (1/0), Nobuyuki Kojima (1/0), Almir (1/0), Tetsuya Takada (1/0), Yoshihiro Natsuka (1/0), Kōji Noguchi (1/0), Kazuaki Tasaka (1/0), Taku Watanabe (1/0), Akira Narahashi (1/0), Teruo Iwamoto (1/1), Teppei Nishiyama (1/0)                                                      |
| Shimizu S-Pulse      | Sidmar (1/0), Akihiro Nagashima (1/1), Katsumi Ōenoki (1/0), Yasutoshi Miura (1/0), Takumi Horiike (1/0), Kenta Hasegawa (1/0), Yasuhiro Yamada (1/0), Naoki Naitō (1/0), Masaaki Sawanobori (1/0), Takamitsu Ōta (1/0), Kiyoshi Nakamura (1/0), Jun Iwashita (1/0), Teruyoshi Itō (1/0)                                           |
| Júbilo Iwata         | Shin’ichi Morishita (4/0), Mitsunori Yoshida (1/0), Vanenburg (4/0), Kenji Komata (4/0), Yoshinori Higashikawa (4/0), Schillaci (4/5), Paus (4/0), Tetsu Nagasawa (2/0), Masanori Suzuki (4/0), Takuma Koga (4/0), Masahiro Endō (4/0), Toshiya Fujita (4/0), Toshihiro Hattori (4/0)                                              |
| Nagoya Grampus Eight | Jorgenyo (1/0), Lineker (1/0), Hisataka Fujikawa (1/0), Stojkovic (1/0), Yūji Itō (1/0), Shigemitsu Egawa (1/0), Toshiyuki Kosugi (1/0), Yasuyuki Moriyama (1/0), Kazuhisa Iijima (1/0), Makoto Yonekura (1/0), Naoki Mori (1/1), Takafumi Ogura (1/0), Takashi Hirano (1/0)                                                       |
| Gamba Osaka          | Aleinikov (3/1), Protassov (3/0), Kenji Honnami (3/0), Takahiro Shimada (3/1), Flavio (3/3), Yoshiyuki Matsuyama (2/0), Hiromitsu Isogai (3/0), Masayuki Mita (3/0), Keiju Karashima (3/0), Toshihiro Yamaguchi (3/0), Takashi Kiyama (3/0), Kōji Kondō (3/0), Naoki Hiraoka (1/0), Shigeru Morioka (3/1)                          |
| Cerezo Osaka         | Hirokazu Sasaki (1/0), Tomoo Kudaka (1/0), Moura (1/0), Nobuhiro Takeda (1/0), Satoshi Kajino (1/0), Marquinhos (1/0), Katsuo Kanda (1/0), Toninho (1/0), Akimasa Tsukamoto (1/0), Rikiya Kawamae (1/0), Hiroaki Morishima (1/0), Takashi Yamahashi (1/0), Katsuhiro Minamoto (1/0)                                                |
| Sanfrecce Hiroshima  | Yahiro Kazama (1/0), Cerny (1/1), Hasek (1/0), Yasuyuki Satō (1/0), Takumi Shima (1/0), Yoshirō Moriyama (1/0), Takuya Takagi (1/0), Hajime Moriyasu (1/0), Kazumasa Kawano (1/0), Noh Jung-yoon (1/0), Tomohiro Katanosaka (1/0), Hiroshige Yanagimoto (1/0), Ken’ichi Uemura (1/0)                                               |

## Ergebnisse

### 1. Runde
|                      | Ergebnis |                     |
| -------------------- | -------- | ------------------- |
| Nagoya Grampus Eight | 1:3      | JEF United Ichihara |
| Gamba Osaka          | 2:1      | Sanfrecce Hiroshima |
| Kashima Antlers      | 1:2      | Urawa Reds          |
| Kashiwa Reysol       | 1:2      | Yokohama Marinos    |
| Yokohama Flügels     | 1:0      | Cerezo Osaka        |
| Júbilo Iwata         | 2:1      | Bellmare Hiratsuka  |

### Viertelfinale
|                  | Ergebnis |                     |
| ---------------- | -------- | ------------------- |
| Verdy Kawasaki   | 1:0      | JEF United Ichihara |
| Gamba Osaka      | 3:0      | Urawa Reds          |
| Shimizu S-Pulse  | 1:3      | Yokohama Marinos    |
| Yokohama Flügels | 0:2      | Júbilo Iwata        |

### Halbfinale
|                  | Ergebnis |              |
| ---------------- | -------- | ------------ |
| Verdy Kawasaki   | 7:1      | Gamba Osaka  |
| Yokohama Marinos | 0:1      | Júbilo Iwata |

### Finale
|                | Ergebnis |              |
| -------------- | -------- | ------------ |
| Verdy Kawasaki | 2:0      | Júbilo Iwata |